# Luciano Re Cecconi
Luciano Re Cecconi (* 1. Dezember 1948 in Nerviano; † 18. Januar 1977 in Rom) war ein italienischer Fußballspieler.

## Karriere
Luciano Re Cecconi begann seine Karriere bei Pro Patria Calcio. Von 1969 bis 1972 stand er bei der US Foggia unter Vertrag.
Im Sommer 1972 wechselte Re Cecconi zu Lazio Rom, wo er bis zu seinem Tod 1977 spielte. Für die biancocelesti absolvierte er 109 Serie-A-Partien und erzielte dabei sieben Tore.
Für die italienische Nationalmannschaft bestritt der Blondschopf im Jahr 1974 zwei Länderspiele. Bei der Fußball-Weltmeisterschaft 1974 in Deutschland stand der Mittelfeldspieler in Ferruccio Valcareggis Kader der Azzurri, bestritt aber kein Spiel.

### Tod
Luciano Re Cecconi starb, als er mit zwei Freunden einen Juwelierladen betrat und scherzhaft „Dies ist ein Raub“ rief, woraufhin er vom Besitzer, der ein Freund war, ihn jedoch nicht erkannte und erst kurz vorher schon zweimal Opfer eines Raubüberfalls wurde, erschossen wurde. Er hinterließ eine Frau und zwei Söhne.